# Baratha peena
Baratha peena is een krabbensoort uit de familie van de Gecarcinucidae. De wetenschappelijke naam van de soort is voor het eerst geldig gepubliceerd in 2007 door Mohomed M. Bahir & Darren C. J. Yeo.